# Astoria (Oregon)
Astoria é uma cidade localizada no estado norte-americano de Oregon, no Condado de Clatsop.

## Geografia
De acordo com o United States Census Bureau tem uma área de 27,5 km², dos quais 15,9 km² cobertos por terra e 11,6 km² cobertos por água. Astoria localiza-se a aproximadamente 110 m acima do nível do mar.

### Localidades na vizinhança
O diagrama seguinte representa as localidades num raio de 24 km ao redor de Astoria. 

## Demografia
Segundo o censo norte-americano de 2000, a sua população era de 9813 habitantes. 
Em 2006, foi estimada uma população de 9917, um aumento de 104 (1.1%).

## Notoriedade
A sua fundação está relacionada com o estabelecimento de um posto de comércio de peles da Pacific Fur Company, que veio a dar origem ao assentamento de Fort Astoria.
Astoria se tornou conhecida por servir de local de gravações para diversos filmes famosos, incluindo:
- Free Willy e Free Willy 2: The Adventure Home
- O chamado 2
- O Corcel Negro
- Os Goonies
- Tartarugas Ninja 3
- Short Circuit
- Um Salto para a Felicidade

- Um Tira no Jardim de Infância

### Museu de Filme de Oregon
O Museu se utiliza das antigas instalações da cadeia de Clatsop County Jail que funcionava como prisão entre 1914 e 1976. Hoje ele abriga diversos artefatos de filmes que foram gravados em Astoria, e serviu também como cenário para os filmes Os Goonies, Short Circuit e Come See the Paradise.

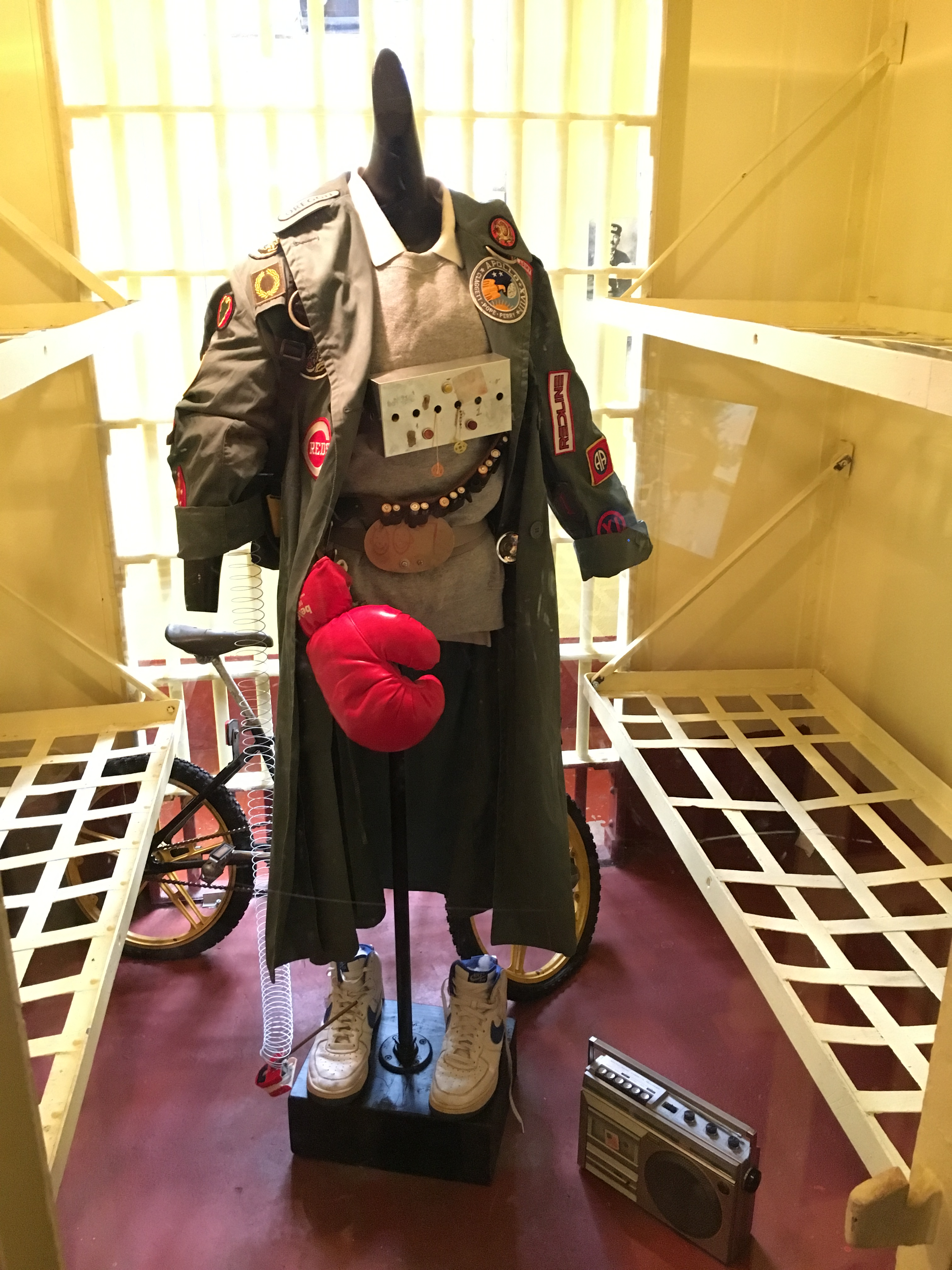
Roupas usadas no filme Os Goonies expostas no acervo do Oregon Film Museum.

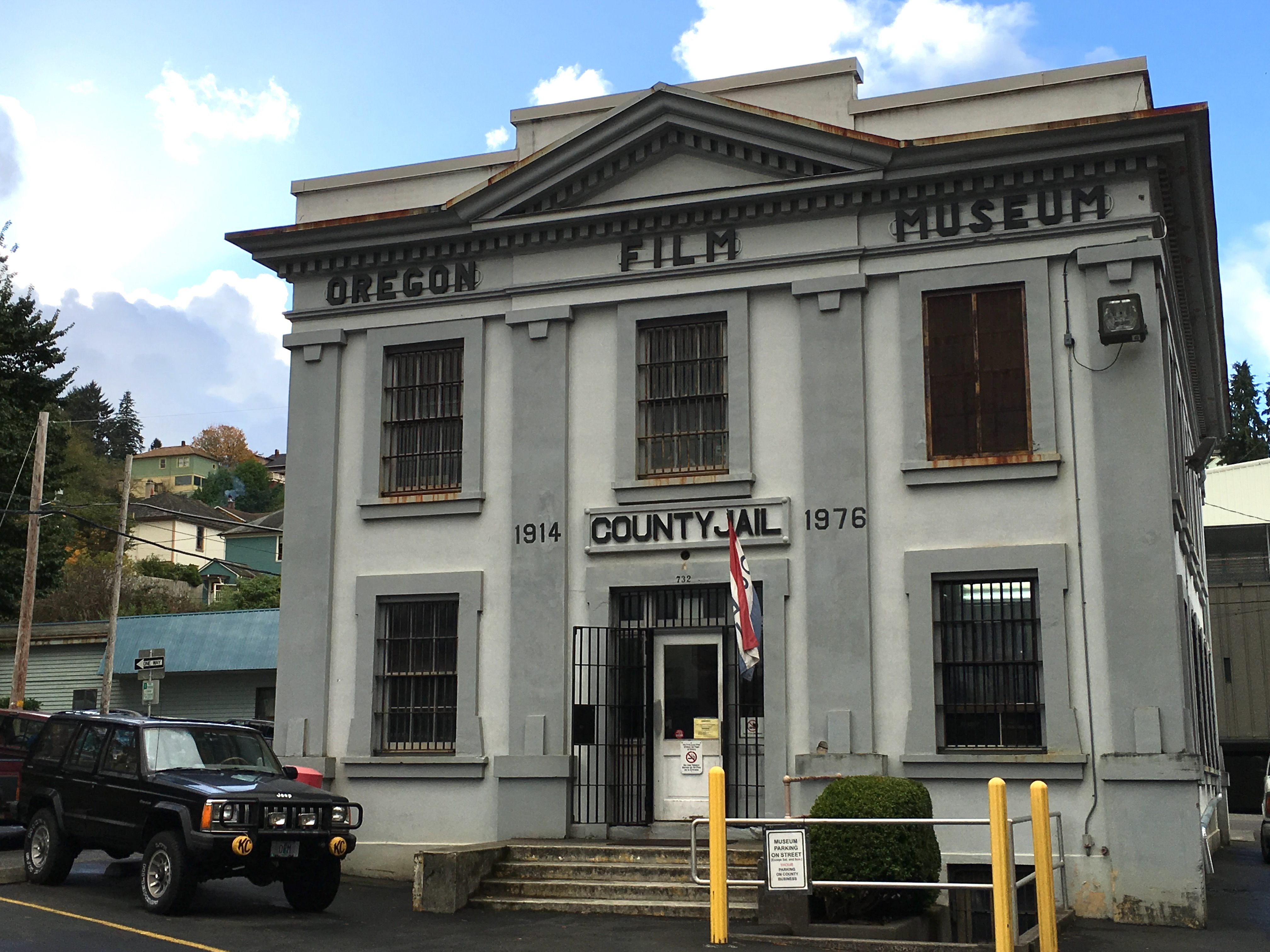
O prédio que serviu como a cadeia no filme os Goonies abriga hoje o Museu de Filme de Oregon.

## Cidade-irmã
Astoria possui uma cidade-irmã:
- Walldorf, Alemanha

## Lista de marcos
A relação a seguir lista as entradas do Registro Nacional de Lugares Históricos em Astoria. Os primeiros marcos foram designados em 15 de outubro de 1966 e o mais recente em 8 de janeiro de 2014. Aqueles marcados com ‡ também são um Marco Histórico Nacional.
- Albert W. Ferguson House
- Andrew Young House
- Astor Building
- Astoria City Hall
- Astoria Column
- Astoria Downtown Historic District
- Astoria Elks Building
- Astoria Fire House No. 2
- Astoria Marine Construction Company Historic District
- Astoria Victory Monument
- Astoria Wharf and Warehouse Company
- Benjamin Young House and Carriage House
- Capt. George Flavel House and Carriage House
- Capt. J. H. D. Gray House
- Captain George Conrad Flavel House
- Charles Stevens House
- Clatsop County Courthouse
- Clatsop County Jail (Old)
- Christian Leinenweber House
- Erickson-Larsen Ensemble
- Ferdinand Fisher House
- George C. and Winona Flavel House
- Fort Astoria‡
- Fort Clatsop National Memorial
- Grace Episcopal Church and Rectory
- Grace Episcopal Church Rectory, Old
- Gustavus Holmes House
- ISABELLA Shipwreck Site and Remains
- John Hobson House
- John N. Griffin House
- John Jacob Astor Hotel
- Judge C. H. Page House
- Lightship WAL-604, COLUMBIA‡
- Martin Foard House
- Noonan-Norblad House
- Norris Staples House
- Peter and Maria Larson House
- Peter L. Cherry House
- Rev. William S. Gilbert House
- Robert Rensselaer Bartlett House
- Shively-McClure Historic District
- Svenson Blacksmith Shop
- Union Fishermen's Cooperative Packing Company Alderbrook Station
- Uniontown-Alameda Historic District
- US Post Office and Custom House
- Warren Investment Company Housing Group